# Organista y Potrerillos
Organista y Potrerillos är en ort i Mexiko.   Den ligger i kommunen Tuzantla och delstaten Michoacán de Ocampo, i den södra delen av landet, 150 km väster om huvudstaden Mexico City. Organista y Potrerillos ligger 634 meter över havet och antalet invånare är 242.
Terrängen runt Organista y Potrerillos är huvudsakligen kuperad, men åt sydväst är den platt. Organista y Potrerillos ligger nere i en dal. Runt Organista y Potrerillos är det ganska glesbefolkat, med 24 invånare per kvadratkilometer. Närmaste större samhälle är Tuzantla, 4,1 km sydväst om Organista y Potrerillos. I omgivningarna runt Organista y Potrerillos växer huvudsakligen savannskog.